# Dissertationes Mathematicae
Dissertationes Mathematicae là một tạp chí khoa học của Viện Toán, Viện Hàn lâm Khoa học Ba Lan. Tạp chí là nơi công bố các công trình nghiên cứu liên quan đến bất kỳ lĩnh vực của Toán học. Một năm tạp chí xuất bản 10 số, ngôn ngữ chính bằng tiếng Anh. Tất cả các bài báo trên tạp chí đều được truy cập miễn phí trên cơ sở Truy cập Mở (Open access) và theo các điều kiện của Giấy phép Sáng tạo Chung (Creative Common License) CC-BY 4.0.

## Mã số xuất bản
- ISSN: 0012-3862 (Bản in),
- e-ISSN: 1730-6310 (Bản điện tử)
- GICID: 71.0000.1500.1946
- DOI: 10.4064/dm
- Nhà xuất bản: Viện Toán, Viện Hàn lâm Khoa học Ba Lan[3]

## Chỉ số ảnh hưởng
- Chỉ số IF (Journal Impact Factor) năm 2019: 1.941[4]
- Chỉ số SJR (Scimago Journal Rank) năm 2019: 1.058[4]
- Chỉ số SNIP (Source Normalized Impact per Paper) năm 2019: 1.467[4]
- Chỉ số Scopus CiteScore năm 2019: 1.6[4]
- Danh mục tạp chí SCIE: Nhóm Q1[5]
- H Index: 20[5]
- Chỉ số MNiSW: 100 điểm

## Ban biên tập
Tổng biên tập:
- Piotr Koszmider

Phó tổng biên tập:
- Piotr Gwiazda

Thành viên ban biên tập
- Janusz Grabowski
- Stanisław Janeczko
- Ludomir Newelsk
- Wiesław Żelazko
- Andrzej Białynicki-Birula

## Liên keesrt ngoài
Trang web của tạp chí